# Bongsang de Goguryeo
Rey Bongsang de Goguryeo (murió en 300, r. 292–300) fue el 14° gobernante de Goguryeo, uno de los Tres Reinos de Corea. Fue el primer hijo del rey Seocheon.
Se le describe como arrogante y disoluto, lleno de desconfianza y suspicaz. Al coronarse, Bongsang acusó y eliminó al popular príncipe Anguk, su tío, por traición.
En el agosto de 293, el jefe Murong Hui de los Xianbei, un pueblo nómada de Manchuria, cometió una agresión por sorpresa que hizo huir a Bongsang a un monte cerca de su palacio. El general, Go no-ja capitaneó 500 soldados de caballería en un contraataque con el que loogró rechazarlos. En recompensa fue ascendido a daehyeong, quinto rango en el escalafón militar de Goguryeo.
Bongsang continuó eliminando a las figuras importantes de la corte, notablemente su hermano menor, Go dal-go, que fue forzado a suicidarse. Su hijo, el próximo rey Micheon huyó. En el agosto de 296, Murong Hui hizo una nueva invasión pero fue rechazado.
Después de sufrir una grave helada, la escarcha y la nieve destruyeron los cereales, lo que no detuvo el plan Bongsang de reconstruir los palacios reales. A pesar de los consejos de sus ministros, se reclutaron para ello trabajadores forzosos en medio de un fuerte descontento.
Al final, sus ministros dieron un golpe de Estado en 300. Al darse cuenta de ello, Bongsang se suicidó con sus dos hijos. Fue enterrado en el jardín de Bongsang. Los vasallos de Goguryeo buscaron al príncipe huido como nuevo monarca.